# Каранкульсай
Каранкульса́й (узб. Qorangko‘lsoy, Қорангкўлсой) — горная река (сай) в Бостанлыкском районе Ташкентской области, левый приток реки Чирчик.

## Гидрологическая характеристика

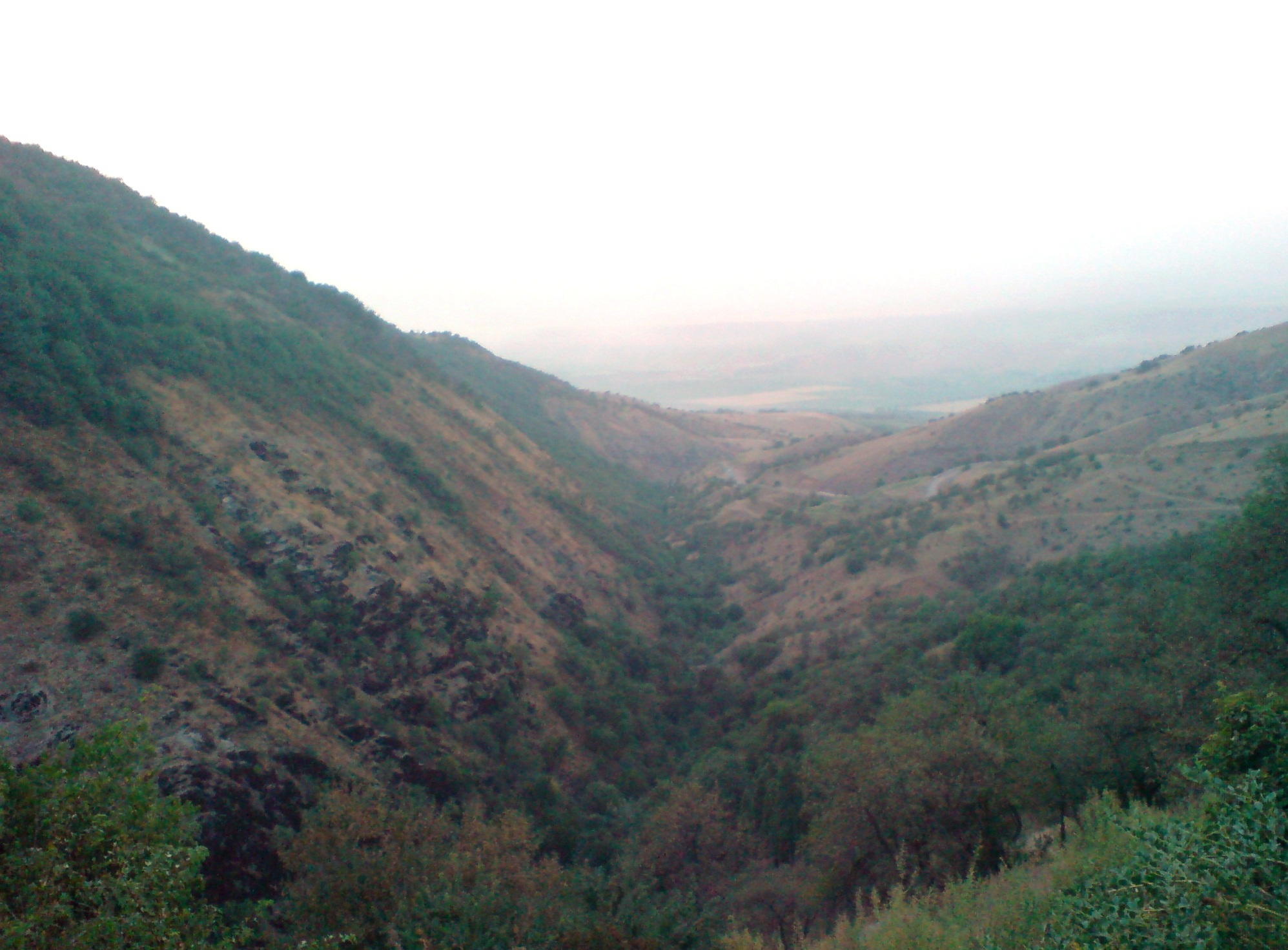
Ущелье Каранкульсая (нижнее течение)

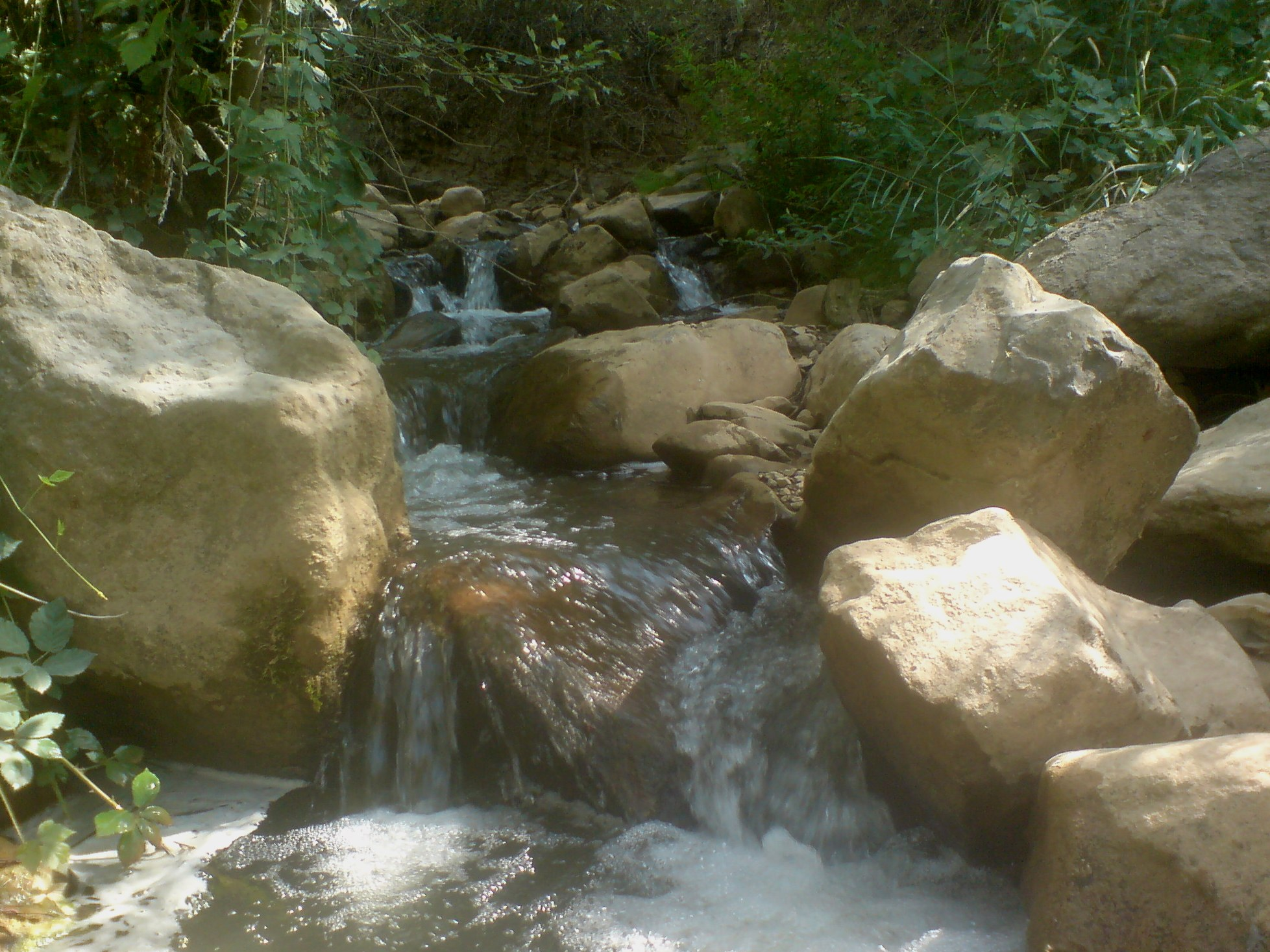
Камни заваливают русло Каранкульсая (нижнее течение)

Каранкульсай входит в число наиболее крупных притоков Чирчика с левой стороны, вместе с Гальвасаем, Аксакатасаем, Паркентсаем и Кызылсаем. Площадь бассейна составляет 15,6 км², средняя высота водосбора — 1380 м. Среднегодовой расход воды, измеренный в урочище Каранкуль, равен 0,134 м³/с, объём стока за год — 4,28 млн м³, средний модуль стока — 8,57 л/с⋅км², слой стока — 275 см/год, по данным 40-летних наблюдений (в 1947—1987 годах) коэффициент изменчивости стока составляет 0,647. Максимальный наблюдавшийся расход воды составил 26,1 м³/с.

## Течение реки
Каранкульсай прорезает отроги Чаткальского хребта, стекая с небольшого хребта Кунгурбук. Истоки сая расположены на высоте примерно 1600—1800 м. Первоначально река проходит в общем западном направлении, в районе населённого пункта Каранкуль поворачивает на северо-запад. В верховьях Каранкульсай течёт в узких теснинах, сложенных камнями. У истоков Каранкульсая расположены известняковые скалы, имеющие причудливую форму из-за выветривания и действия воды. Ниже сай протекает по извилистому каменистому руслу, местами образующему заводи, на дне ущелья со сравнительно крутыми склонами. В 3 км от устья, в результате схода оползня с правого склона, дно долины заполнено глиной на ширину 10-12 м. В этой массе вода промыла русло, напоминающее каньон шириной по  верху 5-6 м, и по низу 1,0-1,5 м. глубиной 3-4 м. Ущелье Каранкульсая занято лесными массивами, в которых обычны алыча, боярышник, шиповник, орех и, в меньшей степени, дикая яблоня. Берега речного потока густо зарастают тугайной растительностью.
В среднем течении на Каранкульсае стоит населённый пункт Каранкуль, за которым по правому берегу расположены садовые насаждения. Напротив, по левом берегу был построен пионерлагерь Ташкентского текстильного комбината «Текстильщик». В районе населённого пункта Караккультугай воды сая впадают в реку Чирчик на нижнем бьефе Ходжикентской ГЭС, на высоте около 720 м. Перед впадением Каранкульсай пересекает автодорогу Р-12 и железную дорогу Ташкент — Ходжикент.